# Cantó de L'Albenca
El cantó de L'Albenca és un cantó francès del departament de l'Òlt, situat al districte de Caors. Té 13 municipis i el cap és L'Albenca.

## Municipis
- Aujòls
- Bach
- Bèlfòrt de Carcin
- Bèlmont Senta Fe
- Siurac
- Cremps
- Escamps
- Flaujac e Pojòls
- Fontanas
- La Burgada
- L'Albenca
- Montdomèrc
- Vailats

## Història
| Data d'elecció                           | Identitat      | Partit | Qualitat |
| ---------------------------------------- | -------------- | ------ | -------- |
| 1976-1988                                | Léon Enjalbert | RPR    |          |
| 1989-2008                                | Raymond Lacan  | PS     |          |
| 2008-                                    | Jacques Pouget | PS     |          |
| les dades anteriors no són pas conegudes |                |        |          |
|                                          |                |        |          |

## Demografia
| 1962  | 1968  | 1975  | 1982  | 1990  | 1999  | 2006  |
| ----- | ----- | ----- | ----- | ----- | ----- | ----- |
| 3.261 | 3.620 | 3.585 | 3.844 | 4.042 | 4.482 | 5.279 |